# Hrubý vrch (Hohe Tatra)
Der Hrubý vrch (auch Hrubý oder älter Triumetal; deutsch Triumetal, auch Breites Eck oder älter Triumetalspitze, ungarisch Triumetal, polnisch Hruby Wierch) ist ein Berg in der Hohen Tatra in der Slowakei mit einer Höhe von 2428 m n.m. Der Gipfel befindet sich auf dem vom Grenzberg Čubrina verlaufenden Grat des Kriváň, oberhalb der Täler Hlinská dolina im Norden, Nefcerka im Westen und Mlynická dolina im Südosten, zwischen dem Felsturm Mlynická veža im Osten und dem Berg Furkotský štít im Süden und umgeben von drei Scharten: Hrubá priehyba, Furkotská priehyba und Zadná terianska štrbina.
Der Berg erhielt seinen Namen nach seinem Aussehen. Fälschlicherweise wird er auch Hrubý štít genannt, dieser Name gehört jedoch einem anderen Berg am Hauptkamm der Hohen Tatra. Der ältere Name Triumetal weist wohl einerseits auf seine Lage am Knoten von drei Berggraten und andererseits auf die einstige Bergbauaktivität hin.